# Angelo Miglietta
Angelo Miglietta (Casale Monferrato, 21 ottobre 1961) è un economista italiano manager e consulente aziendale.

## Biografia
Si è laureato presso l'Università Bocconi con il massimo dei voti e ha studiato anche alla Stanford University. Allievo di Luigi Guatri, ha insegnato nelle Università Bocconi, Cattolica e di Pavia prima di diventare professore ordinario a 40 anni presso l’Università di Bergamo.
È stato consigliere di amministrazione della Fondazione Cariplo (1992-1998), segretario generale della Fondazione Crt (2006-2012), consigliere di amministrazione delle Assicurazioni Generali (2010-2013) e presidente della Sirti (2012-2016). Sotto la sua guida la Fondazione Cariplo raggiunse livelli di redditività mai superati, anche rispetto alle maggiori istituzioni italiane, nonostante la grave crisi dei mercati finanziari dal 2008 e l’andamento particolarmente negativo della banca conferitaria Unicredit. Nonostante gli eccellenti risultati di gestione, non entrò mai in sintonia piena con parte dell’ambiente torinese, pur essendo invece sostenuto da un'altra parte. Ciò lo spinse a ritornare a Milano prima della fine del mandato, lasciando anche l’Università di Torino, per dedicarsi di nuovo alla propria attività accademica e professionale. In particolare assunse nel 2012 la presidenza della storica società Sirti, prostrata da una crisi senza precedenti nella sua storia. Sotto la sua presidenza la Sirti venne risanata mantenendo sostanzialmente immutata la forza lavoro e chiuse il primo bilancio in utile nel 2016, dopo la grave crisi da cui fu travolta.
Si è dedicato quindi in modo crescente all’attività accademica in Iulm dove è stato il fondatore dell’incubatore. edc è presidente della School of Communication.
È anche un esponente del pensiero liberale italiano, collaborando con l’Istituto Bruno Leoni e con numerose pubblicazioni tese a dimostrare gli effetti negativi dell’eccesso di ruolo dello Stato nella società italiana. In sintonia con l’economista e filosofa Deidre McKloskey ha svolto un’analisi critica non convenzionale sugli errori degli economisti e il venire meno del profilo scientifico della disciplina, a suo avviso trasformatasi in pseudoscienza. È autore di più di 150 pubblicazioni.
Ha continuato a coltivare l’attività professionale soprattutto con gruppi stranieri come Aviva, Eon e Bain. È stato chiamato a risanare e rilanciare la Fondazione Ordine Mauriziano di Torino, assumendone la Presidenza nel 2019.

## Pubblicazioni
- Miglietta A., (1999), I centri commerciali naturali: una via per il rilancio delle città e del piccolo commercio, Sinergie n1, CUEIM, Verona.
- Miglietta A. (1999), Per una imprenditorialità senza frontiere. Raffronti socio-economici, culturali e formativi nella macro regione delle Alpi Occidentali, Conferenza SinergieAree transfrontaliere - prospettive per il terzo millennio, CUEIM, Verona.
- Miglietta A. (2001), La finanza aziendale fra economia d’impresa e teoria di creazione del valore azionario, Sinergie n.55.
- Miglietta A. (2001), La gestione dell’impresa fra competizione e valore, Giuffrè editore, Milano.
- Miglietta A. (2002), Beyond the Myth of the Small and Medium Enterprise. In Order to Overcome the Peter Pan Syndrome, Business Policies and Strategies in a Global Market. A Framework for SMEs. Cases and Studies, Isasut, Torino.
- Miglietta A., Gilardoni A. (2003), La Valutazione delle Aziende di Pubblica Utilità: una Premessa Logico Concettuale, Management delle Utilities n.1.
- Miglietta A., De Luca A.(2003), L’Organizzazione del Trasporto Pubblico in forma sistemica per la Customer Satisfaction, Quaderni del Dipartimento aziendale dell’Università di Bergamo.
- Miglietta A. (2003), La recente esperienza delle IPO nel nostro Paese: come superare un insuccesso?, Quaderni del dipartimento di Economia Aziendale dell’Università degli Studi di Bergamo n. 6.
- Miglietta A., Testa F. (2004) Oltre l’art. 35. Creazione di valore e di capacità competitiva con la separazione delle reti nelle multiutilities locali, Management delle Utilities n. 1.
- Miglietta A., Rancati E., Silli P. (2004), TQM in Italian Higher Education Institutions, 7° Conferenza Toulon-Verona.
- Miglietta A., Dezi L., Gilardoni A., Testa F. (2005, La governance delle Imprese di Pubblica Utilità, in Economia e Management delle Imprese di Pubblica Utilità, Cedam, Padova.
- Miglietta A.(2005) Il ruolo delle Fondazioni bancarie per le multiutilities locali; prospettive per la competitività del Sistema Paese Italia, Casa Editrice Giuffrè.
- Miglietta A., Anaclerio M. (2005), Il sistema di controllo interno nelle Multiutilities: uno strumento di corporate governance per minimizzare i rischi e ottimizzare la gestione dei servizi.
- Miglietta A., Cassia F. (2006), Sfide di marketing per le utilities: il mercato del gas, Management delle utilities n. 1.
- Miglietta A., Testa F., De Luca A. (2007) Value Creation through Diversification Strategies, a new challenge for the Grocery Food: successful Italian Case Histories,  Sinergie, Roma.
- Miglietta A., Anaclerio M., Squaiella S. (2007), Internal Auditing. Dalla teoria alla pratica, lPSOA.
- Miglietta A. (2007), I meccanismi della Corporate governance, Sinergie n.74, Roma.
- Miglietta A. (2007), Gli interventi a sostegno delle sviluppo del territorio. L’esperienza della Fondazione CRT, in AA.VV Fondazioni, politiche immobiliari e investimenti nello sviluppo locale, Marsilio.
- Miglietta A.(2007), Una valutazione complessiva delle attività di erogazione delle fondazioni grant-marketing piemontesi, Patrimoni & Scopi - per un’analisi economica delle fondazioni, Fondazione Giovanni Agnelli.
- Miglietta A., Pessione M., Zorgniotti A. (2008), Urban blog as a strategic instrument in the local development and in the governance of urban area, 11° Conferenza Toulon-Verona.
- Miglietta A., Peirone D. (2008), Finance, innovation and the value of the firm, 8° Conferenza Globale Business & Economics, Firenze.
- Miglietta A. (2008), I modelli di organizzazione e controllo ai sensi del D.Lgs. 11. 231/2001. Uno strumento di governance per la creazione di valore, Diritto Penale XXI Secolo, Cedam.
- Miglietta A.(2009), L’impresa e oltre l’impresa: la governabilità dei sistemi complessi tra mito e realtà, Sinergie, Roma.
- Miglietta A., Pessione M. (2010), Oltre profit e non profit. Il low profit nel settore filantropico e il suo buon management, Harvard Business Review Italia.
- Miglietta A., Pessione M. (2010), Social network: una risorsa immateriale per il Knowledge Management di un soggetto non profit, Sinergie, 32º Convegno AIDEA.
- Miglietta A., Peirone D., Servato F. (2010), L’efficienza del sistema locale di innovazione piemontese tra governance e problematiche finanziarie, Sinergie n. 83, Roma
- Miglietta A., M. Anaclerio, Salvi R., Servato F. (2011), Internal Auditing. Una professione in continua evoluzione,  Ipsoa, Milano.
- Miglietta A., Danovi A., Irerra M., Servato F. (2011), Elementi di bilancio e finanza aziendale per giuristi, Cedam.
- Miglietta A. (2008) Cultura, conoscenza e impresa per la valorizzazione del territorio: il caso Piemonte, Sinergie n.76, Roma.
- Miglietta A., Quaglia G. (2012), Etica e Finanza. Per un nuovo rapporto tra persona e mercato, Cittadella Editrice.
- Miglietta A., Pessione M., Servato F. (2012), Il territorio e lo sviluppo dell’imprenditorialità sociale: il caso Ivrea 24, Sinergie, Roma.
- Miglietta A., Piana P., Servato F. (2012), La valutazione del sistema di controllo interno, Ipsoa, Milano.
- Miglietta A. (2013), Economia, politica e società nella stagione della grande crisi infinita. Una lettura storica, Spaziofilosofico.com, nr. 1/2013.
- Miglietta A. Parisi E. (2014), Means and roles of Human Computing vis-à-vis CrowdFunding for the creation of stakeholders collective benefits, Springer Lecture Note in Computer Science, Barcelona – SoHuman.
- Miglietta A., Romenti S., Sartore A. (2014), Entrepreneurial narratives for resource acquisition in the Italian creative industries. A qualitative study, XXVI Convegno annuale di Sinergie, Università di Cassino e del Lazio Meridionale.
- Miglietta, A., Catalano, S., Barraco, F. (2014), "Il sistema di controllo interno a tutela dalle frodi internet banking" in Amministrazione e Finanza, vol.1.
- Miglietta A., Peirone, D. (2014) “The complex system of knowledge economy and the quest of governance for stakeholders’ networks”, in Acta Europeana Systemica Vol. 3, On Line Journal of The European Union for Systemics (EUS).
- Miglietta, A. e Quaglia G. (2014), I nuovi orizzonti della filantropia: la Venture Philanthropy, Cittadella Editore.
- Miglietta A., Parisi E. (2015) Means and Roles of Crowdsourcing Vis-À-Vis Crowdfunding for the Creation of Stakeholders Collective Benefits, in Aiello L., McFarland D. Social
- Miglietta, A. (2015), “La valutazione della qualità della ricerca nelle discipline manageriali: buoni propositi, cattive pratiche e urgenti cambiamenti”, in Spazio Filosofico, Vol. 13.
- Miglietta, A., Pancheri, S.; Parisi, E. (2015), “La gestione dei beni culturali: l’approccio voucher based e la partecipazione del privato”, in Atti convegno annuale di Sinergie.
- Miglietta, A., Nelayeva, A., Pessione, M. (2015), “La teoria della partecipazione e il marketing esperienziale”, Micro&Macro Marketing, n.2.
- Miglietta, A. Guerzoni, M.; Peirone, D., Pais, I. (2016), “The emerging crowdfunding market in Italy: are “the crowd” friends of mine?” in Brüntje, D., Gajda, O. Crowdfunding in Europe: state of the art in theory and practice, Springer.
- Miglietta, A. e Parisi, E. (2017), “Civic CrowdFunding: Sharing Economy Financial Opportunity to Smart Cities”, in Riva Sanseverino, E.; Riva Sanseverino, R.; Vaccaro, V. Smart Cities Atlas: Western and Eastern Intelligent Communities, Springer.
- Miglietta, A.; Nelayeva, A.; Stigliano, G.; Parisi, E. (2018), “IULM Innovation Lab: un percorso di formazione e di accelerazione di idee di business ad elevato impatto sociale, culturale ed economico” in Turco, A. Culture della valutazione 3: IULM, Università e public engagement, Carrocci.
- Miglietta, A., Parisi, E, Peirone, D (2018), “Business incubators and entrepreneurial networks: a methodology for assessing incubator effectiveness and performance” in Alvarez, S., Carayannis, E.G., Dagnino, G. B., & Faraci, R. Entrepreneurial ecosystems and the diffusion of startups, Edward Elgar Publishing.
- Miglietta, A. (2018), “Giovanni Puglisi nel mondo delle Fondazioni bancarie: la sua presidenza alla Fondazione Sicilia”, in Nigro, S. e Proietti, P. Paesaggi culturali: scritti in onore di Giovanni Puglisi, Sellerio.
- Miglietta, A., Friel, M. Segre, G. (2018), “Entrepreneurship in innovative artistic production: insights from the Italian context”, in Sinergie-SIMA Conference Transformative business strategies and new patterns for value creation: referred electronic conference proceeding.
- Miglietta, A., (2018) “Voucher culturali e sostegno alla domanda” in Cavazzoni F. ll pubblico ha sempre ragione? Presente e futuro delle politiche culturali, IBL Libri.
- Miglietta, A., Friel, M. (2019), “Turismo Musicale e innovazione di business: nuove risorse per la musica” in Friel, M. Note in Viaggio, Marsilio.
- Romenti, S., Murtarelli, G., Miglietta, A., & Gregory, A. (2019). Investigating the role of contextual factors in effectively executing communication evaluation and measurement. Journal of Communication Management, vol. 23.
- Miglietta, A., Mingardi, A. (2020), Dal sesterzio al Bitcoin. Vecchie e nuove dimensioni del denaro, Rubbettino.